# Lee E. McMahon
Pour les articles homonymes, voir MacMahon.
 (novembre 2024).
La mise en forme du texte ne suit pas les recommandations de Wikipédia : il faut le « wikifier ».
Les points d'amélioration suivants sont les cas les plus fréquents :
- Les titres sont pré-formatés par le logiciel. Ils ne sont ni en capitales, ni en gras.
- Le texte ne doit pas être écrit en capitales (les noms de famille non plus), ni en gras, ni en italique, ni en « petit »…
- Le gras n'est utilisé que pour surligner le titre de l'article dans l'introduction, une seule fois.
- L'italique est rarement utilisé : mots en langue étrangère, titres d'œuvres, noms de bateaux, etc.
- Les citations ne sont pas en italique mais en corps de texte normal. Elles sont entourées par des guillemets français : « et ».
- Les listes à puces sont à éviter, des paragraphes rédigés étant largement préférés. Les tableaux sont à réserver à la présentation de données structurées (résultats, etc.).
- Les appels de note de bas de page (petits chiffres en exposant, introduits par l'outil «  Source ») sont à placer entre la fin de phrase et le point final[comme ça].
- Les liens internes (vers d'autres articles de Wikipédia) sont à choisir avec parcimonie. Créez des liens vers des articles approfondissant le sujet. Les termes génériques sans rapport avec le sujet sont à éviter, ainsi que les répétitions de liens vers un même terme.
- Les liens externes sont à placer uniquement dans une section « Liens externes », à la fin de l'article. Ces liens sont à choisir avec parcimonie suivant les règles définies. Si un lien sert de source à l'article, son insertion dans le texte est à faire par les notes de bas de page.
- La présentation des références doit suivre les conventions bibliographiques. Il est recommandé d'utiliser les modèles {{Ouvrage}}, {{Chapitre}}, {{Article}}, {{Lien web}} et/ou {{Bibliographie}}. Le mode d'édition visuel peut mettre en forme automatiquement les références.
- Insérer une infobox (cadre d'informations à droite) n'est pas obligatoire pour parachever la mise en page.

Pour une aide détaillée, merci de consulter Aide:Wikification.
Si vous pensez que ces points ont été résolus, vous pouvez retirer ce bandeau et améliorer la mise en forme d'un autre article.
 (novembre 2024).
Si vous disposez d'ouvrages ou d'articles de référence ou si vous connaissez des sites web de qualité traitant du thème abordé ici, merci de compléter l'article en donnant les références utiles à sa vérifiabilité et en les liant à la section « Notes et références ».
Lee Edward McMahon (24 octobre 1931 – 15 février 1989) était un informaticien américain spécialisé dans l'analyse syntaxique. Il est notamment l'auteur du logiciel sed d'Unix.

## Famille et études
McMahon est né à St. Louis, Missouri, de Leo E. McMahon et Catherine McCarthy. Il a grandi à Saint-Louis et a fréquenté le St. Louis University High School. En 1955, il a obtenu son diplôme de licence summa cum laude à l'Université de Saint-Louis. McMahon a reçu une bourse d'études de cette université pour poursuivre des études en psychologie à l'Université de Harvard, où il a ensuite obtenu un doctorat en psychologie. Sa thèse de doctorat à Harvard a été publiée en 1963 sous le titre "Grammatical analysis as a part of understanding a sentence" (Analyse grammaticale comme une partie de la compréhension d'une phrase).
Il était marié à Helen G. McMahon, et ils ont eu deux enfants, Michael et Catherine.

## Bell Labs
McMahon a travaillé chez Bell Labs de 1963 jusqu'à sa mort en 1989. Il a d'abord travaillé comme chercheur en linguistique, se concentrant sur un langage appelé FASE (Fundamentally Analyzable Simplified English), dans le but d'améliorer la communication entre les humains et les ordinateurs.
Il a officiellement rejoint le Bell Labs Computing Research Center en 1975.
Un projet visant à clarifier la paternité des Federalist Papers l'a mis en contact avec Robert Morris, ce qui a marqué le début de son implication dans le développement d'Unix.
McMahon est surtout connu pour ses contributions aux premières versions du système d'exploitation Unix, en particulier pour l'éditeur de flux 'sed'. Il a également contribué au développement de 'comm', 'qsort', 'grep', 'index', 'cref', 'cu', et 'Datakit'.

## Système de tournoi McMahon
McMahon a travaillé sur la création d'un système d'appariement avec Bob Ryder de Bell Labs au début des années 1960.
Ce système a été largement utilisé dans les tournois de go, notamment dans les championnats des États-Unis de 1986.